# Кексгольмский лен
Кексго́льмский лен (швед. Kexholms län, фин. Käkisalmen lääni) — территориально-административная единица, владение Швеции эпохи великодержавия с 1634 по 1721 год, когда юго-восточная часть лена была уступлена России согласно Ништадтскому миру. Центром лена был город Кексгольм с крепостью. Образован из Корельского уезда России. Не имел представителей в риксдаге и не давал рекрутов для службы в армию. Находился под особым управлением с особой налоговой системой.
|  |  |